# Avène (Fluss)
Die Avène ist ein Fluss in Frankreich, der im Département Gard in der Region Okzitanien verläuft. Sie entspringt im Gemeindegebiet von Laval-Pradel, entwässert zunächst in südöstlicher Richtung, dreht dann auf Südwest bis Süd und mündet nach rund 30 Kilometern an der Gemeindegrenze von Saint-Hilaire-de-Brethmas und Vézénobres als linker Nebenfluss in den Gardon d’Alès.

## Orte am Fluss
(Reihenfolge in Fließrichtung)
- Le Pradel, Gemeinde Laval-Pradel
- Rousson
- Salindres
- Saint-Privat-des-Vieux
- Alès
- Saint-Hilaire-de-Brethmas